# Aleksandre Kobachidze
Aleksandre Kobachidze (georgiska: ალექსანდრე ავთანდილის ძე კობახიძე, Aleksandre Avtandilis dze Kobachidze; ukrainska: Олександр Автандович Кобахідзе, Oleksandr Avtandovytj Kobachidze), född 11 februari 1987 i Tbilisi, är en georgisk fotbollsspelare som för närvarande spelar i den turkiska klubben Göztepe.
Kobachidze har även spelat för tre georgiska landslag, Georgiens U19, Georgiens U21 samt för Georgiens herrlandslag i fotboll sedan debuten år 2006.